# Obereopsis bicolorimembris
Obereopsis bicolorimembris là một loài bọ cánh cứng trong họ Cerambycidae.